# 1999 JS82
1999 JS82 är en asteroid i huvudbältet som upptäcktes den 12 maj 1999 av LINEAR i Socorro County, New Mexico.
Asteroiden har en diameter på ungefär 8 kilometer.